# Bataille de Kopidnadon
La bataille de Kopidnadon se déroule en septembre 788 et oppose l'armée du califat abbasside à celle de l'Empire byzantin. Peu avant cet affrontement, les Abbassides ont lancé une invasion de l'Asie Mineure que les Byzantins tentent de stopper à Kopidnadon. Cet essai est un échec et la bataille est remportée par les Arabes. Parmi les pertes byzantines figure un certain Diogène identifié par certaines sources comme étant l'inspiration du héros littéraire Digénis Akritas.
Guerres arabo-byzantines
Batailles
- Mu'tah (629)
- Ajnadayn (634)
- Damas (634)
- Fahl (635)
- Yarmouk (636)
- Jérusalem (636-637)

- Héliopolis (640)
- Nikiou (646)

- Sufétula (647)
- Tahouda (683)
- Mammès (688)
- Carthage (698)
- Oued Nini (698)

- 1re Constantinople (674-678)
- Sébastopolis (692)
- Tyane (~708)
- 2e Constantinople (717-718)
- Andrinople (718)
- Nicée (727)
- Akroinon (740)

- Kamacha (766)
- Invasion de l'Asie Mineure (782)
- Kopidnadon (788)
- Krasos (804)
- Invasion de l'Asie Mineure (806)
- Anzen (838)
- Amorium (838)
- Mauropotamos (844)
- Poson (863)
- Bathys Ryax (872 ou 878)

- Syracuse (877-878)
- Stelai ou 1re Milazzo (880)
- 2e Milazzo (888)
- Taormine (902)
- Garigliano (915)
- Détroit (965)
- Georges Maniakès en Sicile (1038-1040)

- Phœnix de Lycie (655)
- Keramaia (746)
- Conquête musulmane de la Crête (années 820)
- Damiette (853)
- Raguse (866-868)
- Kardia (~872-873)
- Golfe de Corinthe (~873)
- Céphalonie (880)
- Chalcis (~883)
- Thessalonique (904)

- Portes ciliciennes (878)
- Campagnes de Jean Kourkouas (926-944)
- Marach (953)
- Raban (958)
- Andrassos (960)
- Campagnes de Nicéphore II Phocas (956-969)
- Chandax (960-961)
- Alexandrette (971)
- Campagnes de Jean Tzimiskès (~950-975)
- Gués de l'Oronte (994)
- Alep (994-995)
- Apamée (998)
- Campagnes de Basile II (979-999)
- Azâz (1030)

## Contexte

Frontière byzantino-arabe en Asie Mineure vers 780.

Depuis l'échec du siège de Constantinople par les Arabes en 717-718, les forces du califat se contentent de lancer des raids réguliers, presque annuels, sur les terres byzantines d'Asie Mineure. En 782, une invasion majeure dirigée par l'héritier du calife, le futur Hâroun ar-Rachîd est un succès et les Byzantins subissent une humiliation. Ils sont en effet contraints de demander une trêve en échange du paiement d'un tribut annuel d'une somme de 160 000 solidus en or,. En 785, l'impératrice-régente Irène l'Athénienne est résolue à mettre fin au paiement de ce tribut et la guerre reprend. Les Arabes lancent un raid sur le thème des Arméniaques. En 786, les Byzantins ripostent en mettant à sac et en pillant la ville-forteresse d'Hadath et les alentours. Pour les Abbassides qui avaient mis cinq ans à transformer cette position en une forteresse et une base militaire majeure pour leurs expéditions contre les Byzantins, c'est un coup dur.

## Bataille
Avec l'accession au pouvoir d'Hâroun ar-Rashîd en 786, les raids lancés lors des deux années suivantes sont d'une importance moindre. La première invasion d'importance du nouveau règne intervient en 788. Une force d'invasion majeure traverse les Portes Ciliciennes et pénètrent dans le thème des Anatoliques. Bien que ce raid n'est pas mentionné dans les sources arabes, sa description par le chroniqueur byzantin Théophane le Confesseur fait état d'une invasion majeure. En effet, les Byzantins opposent aux envahisseurs leurs deux armées thématiques les plus nombreuses, celle du thème des Arméniaques et celle du thème des Opsikion.
Le lieu de la bataille est connu sous le nom de Kopidnadon selon Théophane. Les historiens modernes dont Henri Grégoire en 1932 l'ont identifié à la ville de Podandos, près de la sortie ouest des Portes Ciliciennes. Selon le bref récit de Théophane, la bataille est une défaite sanglante pour les Byzantins qui perdent de nombreux soldats et officiers, dont des membres de la tagma des Scholai. Enfin, Théophane fait mention de la mort d'un officier compétent du nom de Diogène, un tourmarque des Anatoliques,.

## Conséquences
L'impact immédiat de la défaite byzantine semble être négligeable. Les pertes sont lourdes mais pas insupportables et la région alentour semble avoir été relativement épargnée. Cependant, cette bataille n'entre pas uniquement dans le cadre des escarmouches frontalières arabo-byzantines classiques mais est le début de la reprise d'une guerre frontalière de grande échelle après une relative accalmie depuis 782. Il faut attendre la mort d'Hâroun en 809 et le déclenchement de la guerre civile Abbasside pour que la guerre baisse d'intensité.
À long terme, la conséquence la plus notable de la bataille est la mort du tourmarque Diogène. Du fait de l'importance que lui donne le récit de Théophane, Henri Grégoire l'identifie comme le modèle du héros épique plus tardif du nom de Digénis Akritas.

## Sources
- (en) Warren Treadgold, The Byzantine Revival, 780-842, Stanford, Calif., Stanford University Press, 1988, 504 p. (ISBN 0-8047-1462-2)
- (en) Cyril Mango et Roger Scott, The Chronicle of Theophanes Confessor. Byzantine and Near Eastern History, AD 284–813, Oxford University Press, 1997 (ISBN 0-19-822568-7)
- (en) E.W. Brooks, « The Struggle with the Saracens (717-867) », dans The Cambridge Medieval History, Volume IV: The Eastern Roman Empire (717–1453), Cambridge University Press, 1923
- (de) Ralph-Johannes Lilie, Byzanz unter Eirene und Konstantin VI. (780–802), Francfort-sur-le-Main, Peter Lang, 1996